# 名古屋市立星崎小学校
名古屋市立星崎小学校（なごやしりつ ほしざきしょうがっこう）は、愛知県名古屋市南区南野三丁目にある公立小学校。

## 歴史

### 沿革
- 1965年（昭和40年） - 名古屋市立笠寺小学校の分校として開校。
- 1966年（昭和41年） - プール竣工。
- 1967年（昭和42年） - 笠寺小学校から独立し、名古屋市立星崎小学校となる。校章制定
- 1976年（昭和51年） - 校旗・校歌制定。

### 児童数の変遷
『愛知県小中学校誌』（1998年）によると、児童数の変遷は以下の通りである。
| 1967年（昭和42年） | 341人 |  |
| 1977年（昭和52年） | 784人 |  |
| 1987年（昭和62年） | 507人 |  |
| 1997年（平成9年）  | 261人 |  |

## 通学区域
- 名古屋市南区
  - 阿原町（一部）、石元町1～3丁目（一部）、要町5丁目（一部）、上浜町、鳴尾1～2丁目、星崎1～2丁目、南野1～3丁目、元鳴尾町、丹後通

※ 卒業生は基本的に名古屋市立本城中学校に進学する。

## 周辺
- 名古屋鳴尾郵便局
- 天白川

## アクセス
- 名鉄名古屋本線 本星崎駅から南西へ約1km
- 名古屋市営バス 上浜にて下車